# Rebecca Camilleri
Rebecca Camilleri (6 luglio 1985) è un'ex lunghista e velocista maltese.
Ha rappresentato la propria nazione a due edizioni dei Giochi del Commonwealth e ad un'edizione dei Mondiali indoor. I maggiori successi li ha archiviati partecipando ai Giochi dei piccoli stati d'Europa.

## Record nazionali
- Salto in lungo: 6,41 m (+0,5 m/s) ( Marsa, 1º giugno 2014)[1]
- Salto in lungo indoor: 6,08 m ( Padova, 22 febbraio 2015)[1]

## Palmarès
| Anno | Manifestazione                    | Sede             | Evento         | Risultato | Prestazione | Note                                     |
| ---- | --------------------------------- | ---------------- | -------------- | --------- | ----------- | ---------------------------------------- |
| 2003 | Giochi dei piccoli stati d'Europa | Marsa            | Salto in lungo | Bronzo    | 5,86 m      |                                          |
| 2003 | Europei juniores                  | Tampere          | Salto in lungo | 9ª        | 5,64 m      |                                          |
| 2005 | Giochi dei piccoli stati d'Europa | Andorra la Vella | Salto in lungo | Argento   | 5,94 m      |                                          |
| 2005 | Europei U23                       | Erfurt           | Salto in lungo | 10ª       | 5,68 m      |                                          |
| 2010 | Europei                           | Barcellona       | Salto in lungo | 24ª (q)   | 5,93 m      |                                          |
| 2010 | Giochi del Commonwealth           | Delhi            | Salto in lungo | 13ª (q)   | 5,95 m      |                                          |
| 2011 | Giochi dei piccoli stati d'Europa | Schaan           | Salto in lungo | Argento   | 6,21 m      |                                          |
| 2011 | Giochi dei piccoli stati d'Europa | Schaan           | 4×100 m        | Oro       | 46"30       |                                          |
| 2012 | Mondiali indoor                   | Istanbul         | 60 m piani     | Batteria  | 7"68        | Miglior prestazione personale            |
| 2013 | Europei indoor                    | Göteborg         | 60 m piani     | Batteria  | 7"74        | Miglior prestazione personale stagionale |
| 2013 | Giochi dei piccoli stati d'Europa | Lussemburgo      | 100 m piani    | Batteria  | 12"26       |                                          |
| 2013 | Giochi dei piccoli stati d'Europa | Lussemburgo      | Salto in lungo | 4ª        | 5,82 m      |                                          |
| 2013 | Giochi dei piccoli stati d'Europa | Lussemburgo      | 4×100 m        | dq        | dq          |                                          |
| 2014 | Giochi del Commonwealth           | Glasgow          | Salto in lungo | 9ª        | 6,23 m      |                                          |
| 2014 | Giochi del Commonwealth           | Glasgow          | 4×100 m        | Batteria  | 46"75       |                                          |
| 2014 | Europei                           | Zurigo           | Salto in lungo | 22ª (q)   | 6,17 m      |                                          |
| 2015 | Giochi dei piccoli stati d'Europa | Reykjavík        | Salto in lungo | Argento   | 6,15 m      |                                          |

## Altre competizioni internazionali
2010
- Bronzo nella Third League degli Europei a squadre ( Marsa), salto in lungo - 5,68 m

2011
- 7ª nella Third League degli Europei a squadre ( Reykjavík), salto con l'asta - 2,70 m
- 5ª nella Third League degli Europei a squadre ( Reykjavík), salto in lungo - 5,70 m
- Bronzo nella Third League degli Europei a squadre ( Reykjavík), 4×100 m - 46"96

2015
- Argento nella Third League degli Europei a squadre ( Baku), salto in lungo - 6,38 m